# Darren Fletcher
Darren Barr Fletcher (Dalkeith, 1 februari 1984) is een Schots voormalig voetballer die als verdedigende middenvelder speelde. Fletcher speelde tussen 2003 en 2017 tachtig interlands in het Schots voetbalelftal, waarin hij vijf keer scoorde.

## Carrière

### Manchester United
Fletcher stroomde in het seizoen 2003-'04 door vanuit de jeugd van Manchester United. Hij werd in het begin van zijn professionele loopbaan gezien als een rechtermiddenvelder, maar ontwikkelde zich tot centrale middenvelder. Op die positie kwam hij niet in aanmerking voor speeltijd. Hij kreeg kritiek van onder andere toenmalig United-aanvoerder Roy Keane, die in oktober 2005 na een 4-1 nederlaag tegen Middlesbrough verklaarde dat hij niet begreep wat het Schotse publiek in Fletcher zag.
Fletcher maakte in 2006 de enige goal van de wedstrijd tegen Chelsea. Ook tegen Charlton Athletic en Middlesbrough scoorde hij, met zijn hoofd. Toenmalig coach Alex Ferguson Paul Scholes, Ryan Giggs, Michael Carrick en Cristiano Ronaldo op zijn middenveld, waardoor Fletcher voornamelijk reservespeler werd. Hij miste de UEFA Champions League-finale 08/09 door een rode kaart tegen Arsenal in de halve finale.
Fletchers carrière bij Manchester United duurde 11,5 seizoen (meer dan twintig inclusief jeugdjaren), waarin hij meer dan 200 competitiewedstrijden in het eerste team speelde. Hij won met de club in 2008 zowel de UEFA Champions League als de FIFA Club World Cup won. Daarnaast werd hij met Manchester vijf keer landskampioen, won hij drie keer de League Cup en één keer de FA Cup.

### West Bromwich Albion
Fletcher tekende in februari 2015 een contract tot medio 2017 bij West Bromwich Albion. Hoewel zijn contract bij Manchester United nog zes maanden doorliep, liet de club hem transferrvij gaan.

### Stoke City
Fletcher verruilde West Bromwich Albion in juli 2017 transfervrij voor Stoke City. In 2019 beëindigde hij hier zijn loopbaan, waarop hij in april 2020 terugkeerde naar Manchester United als ambassadeur.

## Clubstatistieken
| Seizoen  | Club                 | Competitie     | Wedstrijden | Doelpunten |
| -------- | -------------------- | -------------- | ----------- | ---------- |
| 2003-'04 | Manchester United    | Premier League | 22          | 0          |
| 2004-'05 | Manchester United    | Premier League | 18          | 3          |
| 2005-'06 | Manchester United    | Premier League | 27          | 1          |
| 2006-'07 | Manchester United    | Premier League | 24          | 3          |
| 2007-'08 | Manchester United    | Premier League | 16          | 0          |
| 2008-'09 | Manchester United    | Premier League | 26          | 3          |
| 2009-'10 | Manchester United    | Premier League | 30          | 4          |
| 2010-'11 | Manchester United    | Premier League | 26          | 2          |
| 2011-'12 | Manchester United    | Premier League | 8           | 1          |
| 2012-'13 | Manchester United    | Premier League | 3           | 1          |
| 2013-'14 | Manchester United    | Premier League | 12          | 0          |
| 2014-'15 | Manchester United    | Premier League | 11          | 0          |
| 2014-'15 | West Bromwich Albion | Premier League | 15          | 1          |
| 2015-'16 | West Bromwich Albion | Premier League | 38          | 1          |
| 2016-'17 | West Bromwich Albion | Premier League | 38          | 2          |
| 2017-'18 | Stoke City           | Premier League | 10          | 1          |
| Totaal   | Totaal               | Totaal         | 324         | 23         |

## Interlandcarrière
Fletcher maakte op 20 augustus 2003 onder bondscoach Berti Vogts zijn debuut in het Schots voetbalelftal, in een oefeninterland tegen Noorwegen (0-0). Hij viel in dat duel na zestig minuten in voor Maurice Ross. Fletcher won met Schotland in 2006 de Kirin Cup.

## Erelijst
Met  Manchester United
| Mondiaal              |    |                                             |
| FIFA Club World Cup   | 1x | 2008                                        |
| Continentaal          |    |                                             |
| UEFA Champions League | 1x | 2007/08                                     |
| Nationaal             |    |                                             |
| Premier League        | 5x | 2006/07, 2007/08, 2008/09, 2010/11, 2012/13 |
| FA Cup                | 1x | 2003/04                                     |
| Football League Cup   | 3x | 2005/06, 2008/09, 2009/10                   |
| FA Community Shield   | 3x | 2007, 2008, 2010                            |